# Salto Grande (São Paulo)
Salto Grande es un municipio brasileño del estado de São Paulo. Su población estimada en 2015 es 9.223, según el IBGE. Su extensión territorial es de 189,072 km². Salto Grande es a menudo llamada de "Cidade praia" ("Ciudad playa") debido a su playa, en las orillas del Río Paranapanema

## Historia
Alrededor de 1843 la región fue habitada por indios Caiuás y Guaranís, confiados a la catequesis del fraile Falco Monte Pacífico, traídos de Italia por Barão de Antonina, dueño de las concesiones de tierras extensas en el norte de Paraná y el sur de São Paulo. José Teodoro de Souza, que años antes había estado interesado en las tierras, grabado en 1856 en una posesión que comenzaba en la cascada de Salto Grande en el río Paranapanema, y se fue a la desembocadura del río Tibagi. Luego promovieron la población local con blancos y indios catequizados, para su uso en el trabajo agrícola. Así nació el pueblo de Salto Grande de Paranapanema, en una pequeña columna en las orillas del río Paranapanema y Novo.

## Origen del nombre
Debido a las grandes cascadas que existían la ciudad sumergida, por el represamiento de los ríos para la construcción de la Planta Hidrelétrica.Primeiramente, la ciudad fue llamada A Cachoeira dos Dourados (en español: La Cascada de los Dorados), luego por Salto Grande do Paranapanema y desde 1922 Salto grande.

## Geografía
Su densidad demográfica es 46,64 hab/km². Se localiza a una latitud 22º53'34" sur y a una longitud 49º59'09" oeste. Tiene una extensión territorial de 189,072 km², que representa 0,762 % del territorio paulista, 0,0205 % de área de la Región Sudeste de Brasil y 0,0023 % de todo el territorio brasileño. Salto Grande está situado en la margen derecha del río Paranapanema (su río principal) y sus municipios vecinos son: hacia el norte, el municipio de Ribeirão do Sul; al oeste, municipio de Ibirarema; al este, la ciudad de Ourinhos y hacia el sur, el municipio de Cambará, en el estado de Paraná.
Salto Grande cuenta con una topografía ondulada, con elevaciones de 50 a 100 metros. Tiene una vasta área de tierra, de los cuales aproximadamente sólo 25 % del área pueden clasificarse como oxisol, considerado de menor productividad. Su hidrografía está basada en el río Paranapanema (río de la ciudad), en el Rio Pardo, Rio Novo (gran fuente de abastecimiento de la ciudad) y la represa de Salto Grande (Lucas Nogueira Garcez), así como otros arroyos y lagos que presentan en el municipio.

### Clima
Salto Grande tiene un Clima tropical húmedo con invierno seco (Aw en la clasificación climática de Köppen), con una temperatura promedio por encima de 18 °C en el mes más frío y menos de 40 mm de precipitación en el mes más seco.

### Demografía
Datos del censo - 2010
Población total: 8.787
- Urbana: 7.933 (90,3%)
- Rural: 854 (9,7%)
- Hombres: 4.353 (49,55%)
- Mujeres: 4.434 (50,45%)

Densidad demográfica (hab./km²): 46,64 
Mortalidad infantil hasta 1 año (por mil): 15,5
Mortalidad infantil hasta 5 años (por mil): 18
Expectativa de vida (años): 74,5
Tasa de fecundidad (hijos por mujer): 2,41
Tasa de alfabetización: 84,63%
Índice de desarrollo humano (IDH-M): 0,704
- IDH-M Salario: 0,664
- IDH-M Longevidad: 0,825
- IDH-M Educación: 0,637

(Fuente: IPEADATA)

### Hidrografía
- Río Paranapanema
- Río Pardo
- Río Novo
- Usina Hidrelétrica de Salto Grande

### Carreteras
- SP-327
- SP-270

## Cultura y ocio

### Puntos de interés
Salto Grande, debido a su ubicación, la belleza natural y un clima con estaciones bien definidas, tiene un gran potencial turístico. El clima caliente, seco y estable hace que la ciudad, a orillas del río Paranapanema, con sus hermosas aguas, sea muy popular para aquellos que quieren estar en contacto con la naturaleza, sea por la práctica de deportes acuáticos, o simplemente por sus otros puntos de interés, como su playa. Ellos son: